# 新埔遺址

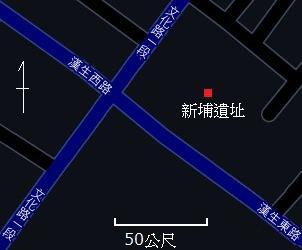
板橋區 新埔遺址 地圖

新埔遺址是今新北市板橋區民生里的史前遺址，文化路與漢生路交叉路口東方約50公尺處，出土遺物僅發現匙形石斧一件，據推測與今中和區尖山的「尖山遺址」及外員山的「員山子遺址」皆與圓山文化系統有密切的關聯。新埔遺址海拔約9公尺，是平原中較高之地，西側約250公尺附近曾有公館溝流經。如今新埔遺址已在現代建築底下，難以繼續挖掘且範圍不明。